# Аристагор (тиран Кимы)
Аристагор (др.-греч. Ἀρισταγόρας) — тиран Кимы в конце VI века до н. э.

## Биография
Аристагор, сын Гераклида, во время предпринятого персидским царём Дарием I в 513 году до н. э. похода против скифов вместе с другими греческими тиранами охранял мост через Дунай. По свидетельству Геродота, он был наиболее влиятельным из присутствовавших  эолийцев. Аристагор, как и остальные тираны, за исключением Мильтиада, узнав от скифов о затруднениях ахеменидского войска, согласился с мнением Гистиея из Милета, что им следует дождаться Дария, так как они правят в своих городах благодаря персам.
В 499 году до н. э., когда началось Ионийское восстание, как и многие другие тираны Аристагор во время возвращения из наксоской экспедиции был схвачен и выдан своим согражданам. Однако они отпустили Аристагора невредимым. По замечанию Г. Берве, это свидетельствует о мягкости его правления. Не исключено, что после подавления восстания Аристагор вновь занял свой прежний пост. Хотя, учитывая падение тиранических режимов в рядом расположенной Ионии, это представляется маловероятным. В любом случае в 480 году до н. э. городом управлял уже персидский наместник Сандок.